# 에어포트 (열차)
쾌속 에어포트 호(일본어: "快速" エアポート、"かいそく" エアポート)는 홋카이도 여객철도가 운행하고 있는 쾌속열차(급행열차) 중의 하나이다.

## 연혁
1992년 신치토세 공항의 터미널이 완공된 이후, 신치토세 공항역 또한 지하에 신설되면서 개설된 열차이다. 이전에 미나미치토세역이 치토세 공항역이라고 불렸을 때에는, 쾌속 공항 라이너(일본어: 空港ライナー)라는 이름으로 지정되다가, 92년경에 현재 이름으로 지정되었다.
예전에는 삿포로역에서 하코다테 본선 아사히카와역으로 스위치백을 통해 운행되는 열차도 운행되었지만, 삿포로 역에서 환승하는 인구가 더 많고 아사히카와 직통열차의 수요감소로 2016년 3월경 폐지되었다.

## 정차역 목록
신치토세 공항 - 미나미치토세 - 치토세 - 에니와 - 기타히로시마 - 신 삿포로 - (시로이시) - 삿포로 - 고토니 - 테이네 - 오타루칫코 - 미나미오타루 - 오타루
시로이시 역은 아침 및 심야 시간대에만 정차한다.

## 특징

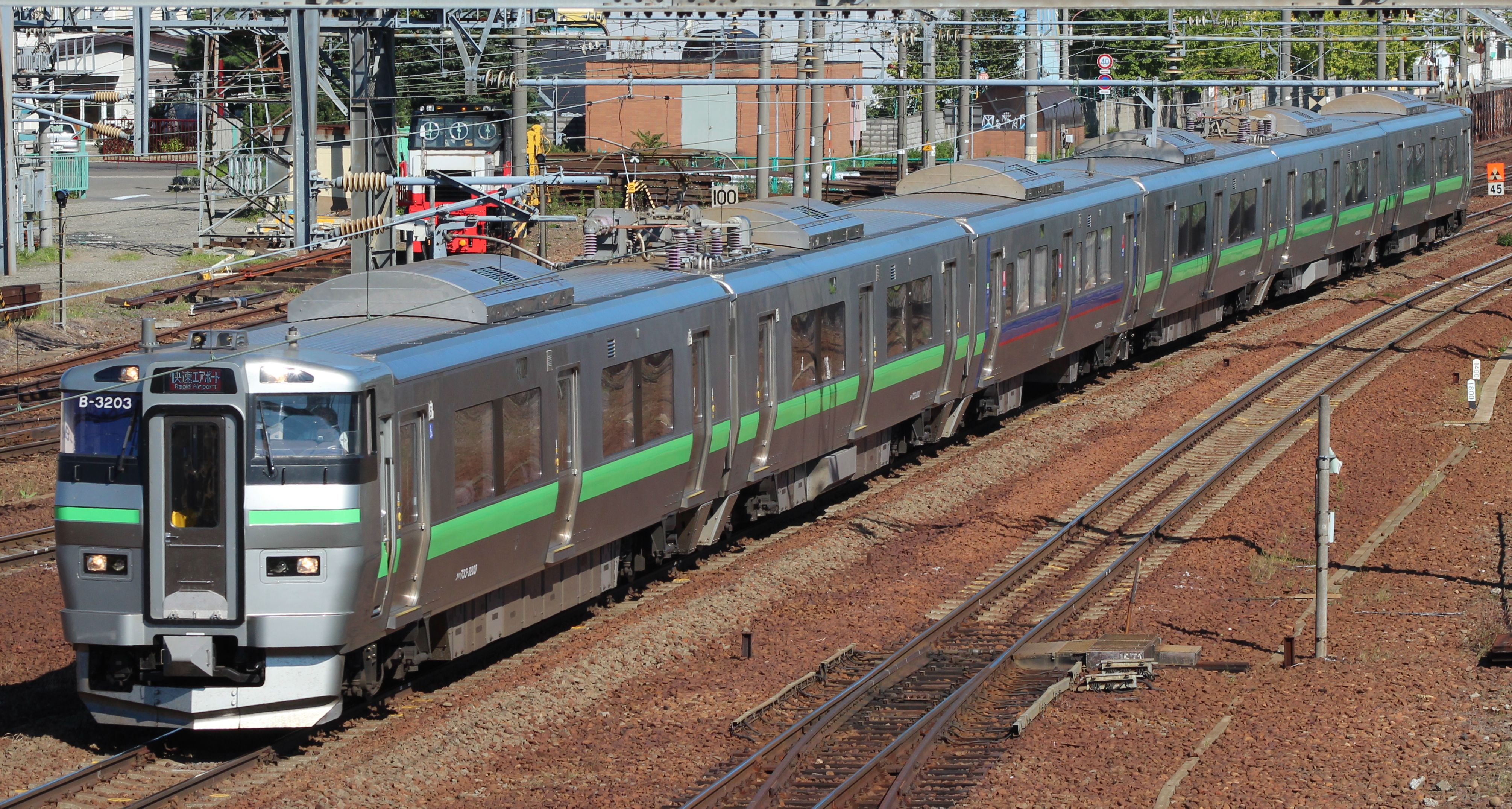
733계 차량의 모습. 앞에서 세 번째 파란색 칸은 "U시트"라고 불리는 지정석이며, 나머지 칸은 자유석이다.

2018년 8월 기준으로, 9시 ~ 22시 정각 및 30분에 발차하는 열차는 오타루까지 운행하며, 15, 45분에 발차하는 열차는 삿포로까지만 운행한다. 신치토세 공항역 기준으로, 아침 9시 이전에는 삿포로역 및 테이네 역까지 운행하는 보통열차 또한 존재한다.
열차는 총 6량으로 운행되며, 4호차를 제외한 나머지 열차는 자유석으로, 721계(좌석형), 733계(도시통근형)에 관계없이 자유롭게 앉을 수 있다.
4호차는 U시트라고 불리는 지정석이며, 추가 요금을 지불하고 탑승하는 것이 가능하다.
영어 안내로는 Rapid Airport Service라고 안내한다.
1. ↑  https://news.mynavi.jp/article/20151219-a002/